# 1496 az irodalomban
Az 1496. év az irodalomban.

## Születések
- november 23. – Clément Marot francia költő, a református zsoltároskönyv több zsoltára szövegének szerzője († 1544)
- 1496 – João de Barros portugál történetíró († 1570)

## Halálozások
- november 1. – Filippo Buonaccorsi Lengyelországban alkotó olasz humanista költő, történetíró (* 1437)